# Lijst van nummer 1-hits in de UK Singles Chart in 1999
Deze hits stonden in 1999 op nummer 1 in de UK Singles Chart:
| Datum        | Artiest                          | Titel                                                                    |
| ------------ | -------------------------------- | ------------------------------------------------------------------------ |
| 2 januari    | Chef                             | Chocolate salty balls (PS I love you)                                    |
| 9 januari    | Steps                            | Heartbeat / Tragedy                                                      |
| 16 januari   | Fatboy Slim                      | Praise you                                                               |
| 23 januari   | 911                              | A little bit more                                                        |
| 30 januari   | The Offspring                    | Pretty Fly (for a White Guy)                                             |
| 6 februari   | Armand Van Helden & Duane Harden | You don't know me                                                        |
| 13 februari  | Blondie                          | Maria                                                                    |
| 20 februari  | Lenny Kravitz                    | Fly away                                                                 |
| 27 februari  | Britney Spears                   | ...Baby one more time                                                    |
| 6 maart      | Britney Spears                   | ...Baby one more time                                                    |
| 13 maart     | Boyzone                          | When the going gets tough                                                |
| 20 maart     | Boyzone                          | When the going gets tough                                                |
| 27 maart     | B*Witched                        | Blame it on the weatherman                                               |
| 3 april      | Mr. Oizo                         | Flat beat                                                                |
| 10 april     | Mr. Oizo                         | Flat beat                                                                |
| 17 april     | Martine McCutcheon               | Perfect moment                                                           |
| 24 april     | Martine McCutcheon               | Perfect moment                                                           |
| 1 mei        | Westlife                         | Swear it again                                                           |
| 8 mei        | Westlife                         | Swear it again                                                           |
| 15 mei       | Backstreet Boys                  | I Want It That Way                                                       |
| 22 mei       | Boyzone                          | You needed me                                                            |
| 29 mei       | Shanks & Bigfoot                 | Sweet like chocolate                                                     |
| 5 juni       | Shanks & Bigfoot                 | Sweet like chocolate                                                     |
| 12 juni      | Baz Luhrmann                     | Everybody's free (to wear sunscreen) - The sunscreen song (Class of '99) |
| 19 juni      | S Club 7                         | Bring it all back                                                        |
| 26 juni      | Vengaboys                        | Boom boom boom boom                                                      |
| 3 juli       | ATB                              | 9PM (Till I come)                                                        |
| 10 juli      | ATB                              | 9PM (Till I come)                                                        |
| 17 juli      | Ricky Martin                     | Livin' la vida loca                                                      |
| 24 juli      | Ricky Martin                     | Livin' la vida loca                                                      |
| 31 juli      | Ricky Martin                     | Livin' la vida loca                                                      |
| 7 augustus   | Ronan Keating                    | When you say nothing at all                                              |
| 14 augustus  | Ronan Keating                    | When you say nothing at all                                              |
| 21 augustus  | Westlife                         | If I let you go                                                          |
| 28 augustus  | Geri Halliwell                   | Mi chico latino                                                          |
| 4 september  | Lou Bega                         | Mambo no. 5 (A little bit of...)                                         |
| 11 september | Lou Bega                         | Mambo no. 5 (A little bit of...)                                         |
| 18 september | Vengaboys                        | We're going to Ibiza                                                     |
| 25 september | Eiffel 65                        | Blue (Da ba dee)                                                         |
| 2 oktober    | Eiffel 65                        | Blue (Da ba dee)                                                         |
| 9 oktober    | Eiffel 65                        | Blue (Da ba dee)                                                         |
| 16 oktober   | Christina Aguilera               | Genie in a bottle                                                        |
| 23 oktober   | Christina Aguilera               | Genie in a bottle                                                        |
| 30 oktober   | Westlife                         | Flying without wings                                                     |
| 6 november   | Five                             | Keep on movin'                                                           |
| 13 november  | Geri Halliwell                   | Lift me up                                                               |
| 20 november  | Robbie Williams                  | It's only us / She's the one                                             |
| 27 november  | Wamdue Project                   | King of my castle                                                        |
| 4 december   | Cliff Richard                    | The millennium prayer                                                    |
| 11 december  | Cliff Richard                    | The millennium prayer                                                    |
| 18 december  | Cliff Richard                    | The millennium prayer                                                    |
| 25 december  | Westlife                         | I have a dream / Seasons in the sun                                      |

1952 ·
1953 ·
1954 ·
1955 ·
1956 ·
1957 ·
1958 ·
1959 ·
1960 ·
1961 ·
1962 ·
1963 ·
1964 ·
1965 ·
1966 ·
1967 ·
1968 ·
1969 ·
1970 ·
1971 ·
1972 ·
1973 ·
1974 ·
1975 ·
1976 ·
1977 ·
1978 ·
1979 ·
1980 ·
1981 ·
1982 ·
1983 ·
1984 ·
1985 ·
1986 ·
1987 ·
1988 ·
1989 ·
1990 ·
1991 ·
1992 ·
1993 ·
1994 ·
1995 ·
1996 ·
1997 ·
1998 ·
1999 ·
2000 ·
2001 ·
2002 ·
2003 ·
2004 ·
2005 ·
2006 ·
2007 ·
2008 ·
2009 ·
2010 ·
2011 ·
2012 ·
2013 ·
2014 ·
2015 ·
2016 ·
2017 ·
2018 ·
2019 ·
2020 ·
2021
- Nederland (Top 40)
- Nederland (Single Top 100)
- Nederland (3FM Mega Top 50)
- Vlaanderen (Radio 2 Top 30)
- Vlaanderen (Ultratop 50)
- Wallonië
- Australië
- Denemarken
- Duitsland
- Frankrijk
- Italië
- Noorwegen
- Verenigd Koninkrijk
- Verenigde Staten (Hot 100)